# Ящурка таджицька
Я́щурка таджи́цька (Eremias regeli) — дрібний плазун роду ящурок родини ящіркових.

## Опис
Довжина тулуба до 7 см, хвоста — у 1,5 рази довше. Колір шкіри зверху темно-сірий з почерговими темними і світлими поздовжніми смугами, які у дорослих особин зазвичай поділені на окремі плями. У молодих особин поздовжня смугастість тіла виражена більш контрастно. Черево знизу білого забарвлення, низ хвоста молодих ящурок блакитний. Підочний щиток торкається краю рота. Лобоносовой щиток один, його довжина менше ширини. Надочноямкові щитки не відокремлені від лобового і лобоносових або якщо відокремлені, то розділяє їх неповний рядок зерняток. Навколо середини тулуба 43-61 лусочка. Луска поверх хвоста слабкоребриста. Навколо 9-10 хвостового кільця 17-25 луски. Рядки стегнових пір у кількості 14-25 досягають або майже досягають колінного згину.

## Поширення
Мешкає на крайньому південному сході Туркменістану, півдні Узбекистану, в Південно-Західному Таджикистані, Північному Афганістані.

## Спосіб життя
Полюбляє м'які, переважно лесові ґрунти з сильно розрідженою трав'янистою і чагарниковою рослинністю на крутих й середньої крутизни схилах, часто під урвищами біля берегів річок. Місцями мешкає серед нагромаджень великих каменів і скель. У горах відома до висоти 800 м. Навесні з'являється у середині лютого — на початку березня. Ховається в чагарниках, тріщинах ґрунту і норах тварин. Здатна закопуватися в м'який лесовий ґрунт. На зимівлю в залежності від погоди йде у листопаді—грудні, але в теплі сонячні дні може з'являтися і в січні. Харчується комахами та дрібними безхребетними, серед яких зазвичай переважають жуки, гусінь, двокрилі і мурашки. Може поїдати і молодих ящірок інших видів.
Це яйцекладна ящірка. Статева зрілість настає після першої зимівлі при довжині тіла близько 52 мм. Молоді другої генерації, мабуть, приступають до розмноження лише на другому році життя. За сезон може бути 2 кладки з 1-4 яєць, відповідно в травні й наприкінці липня — серпні. Молоді ящурки довжиною тіла до 26 мм починають зустрічатися на початку серпня, другий — не раніше жовтня.